# Gnaeus Cornelius Lentulus Gaetulicus (Konsul 26)
Gnaeus Cornelius Lentulus Gaetulicus war ein römischer Politiker und Senator. Er war ein Sohn des Konsuls des Jahres 1 v. Chr., Cossus Cornelius Lentulus und ein Bruder des Konsuls des Jahres 25, Cossus Cornelius Lentulus.
Im Jahr 23 war er Praetor peregrinus, drei Jahre später ordentlicher Konsul neben Gaius Calvisius Sabinus. Zwischen 29 und 39 war er für zehn Jahre Befehlshaber des obergermanischen Heeres. Er war mit Sejan verschwägert (seine Tochter war mit dessen Sohn verheiratet), was ihm eine Anklage durch Abudius Ruso einbrachte, die er jedoch heil überstand.  Nach dem Vorwurf, er sei an einem Putsch gegen Caligula beteiligt gewesen, wurde er 39 hingerichtet. Seine Frau war Apronia Caesennia, deren Vater Legat des Niedergermanischen Heeres war. Sein Sohn war Gnaeus Cornelius Lentulus Gaetulicus.
Lentulus Gaetulicus war Verfasser von Gelegenheitsgedichten und erotischen Epigrammen über seine Frau.